# Geotrygon leucometopia
A Geotrygon leucometopia a madarak osztályának galambalakúak (Columbiformes) rendjéhez és a galambfélék (Columbidae) családjához tartozó  faj.

## Rendszerezése
A fajt Frank Chapman amerikai ornitológus írta le 1917-ben, az Oreopeleia nembe Oreopeleia leucometopius néven.

## Előfordulása
Hispaniola szigetén, a Dominikai Köztársaság és Haiti területén honos. Természetes élőhelyei a szubtrópusi vagy trópusi mocsári erdők, síkvidéki és hegyi esőerdők, valamint ültetvények.

## Természetvédelmi helyzete
Az elterjedési területe kicsi, egyedszáma 600-1700 példány közötti és csökken. A Természetvédelmi Világszövetség Vörös listáján veszélyeztetett fajként szerepel.